# 布列塔尼历史
布列塔尼历史涵盖的范围超过今的布列塔尼大区。

## 新石器时代（史前时代）
- 大约在公元前5000年，人类追逐猛犸和熊等猎物，首次到达布列塔尼半岛。
- 约公元前5000年-前3500年的旧石器时代，布列塔尼半岛居住着一种叫“Treviec”的民族。
- 在新石器时代，即公元前3500年-前1500年，一个从地中海沿岸迁移过来的新民族占据了布列塔尼半岛，建造了许多糙石巨柱（布列塔尼语叫menn hir 即“长石”）。布列塔尼最大的新时期时代遗址处于莫尔比昂省的Carnac 卡纳克巨石林（溯源于公元前3000年）。

## 罗马时代
布列塔尼的古名为aremorica“处于海边的地区”。在罗马帝国占领此地以前，五个部落居住在布列塔尼，即
- Osismes （处于西部）
- Vénètes （处于现在的莫尔比昂省）
- Coriosolites
- Redones （处于现代城市雷恩一带）
- Namnètes （处于现代城市南特一带）

在前56年，恺撒战败了当地的高卢人，把布列塔尼划入罗马帝国的领土。